# 1999 DP8
1999 DP8 est un objet du disque des objets épars mal connu puisque n'ayant un arc d'observation que d'une seule journée.

## Caractéristiques
1999 DP8 mesure environ 100 kilomètres de diamètre.